# Mindre snytesnäcka
Mindre snytesnäcka (Bithynia leachii) är en snäckart som först beskrevs av Mrs. Sheppard 1823.  Mindre snytesnäcka ingår i släktet Bithynia, och familjen snytesnäckor. IUCN kategoriserar arten globalt som livskraftig. Arten är reproducerande i Sverige.

## Bildgalleri

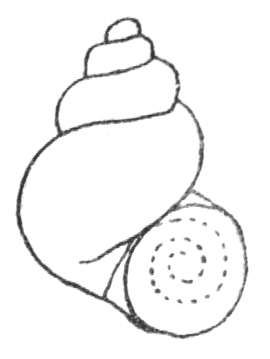